# Delphinium calthifolium
Delphinium calthifolium là một loài thực vật có hoa trong họ Mao lương. Loài này được Q.E.Yang, Y.Luo mô tả khoa học đầu tiên năm 2001.